# Vladislav Nelyubin
Vladislav Viktorovitch Nelyubin, né le 8 novembre 1947 à Bichkek, Kirghizstan, alors en URSS est un coureur cycliste soviétique au début des années 1970. Il est le père de Dmitri Nelyubin, jeune prodige du cyclisme soviétique, champion olympique en 1988.

## Biographie
Coureur d'un gabarit moyen (1,74 m pour 71 kg), Vladislav Nelyubin participe aux Jeux olympiques de Mexico, au sein de l'équipe de l'URSS. Il est alors âgé de 20 ans. Sa carrière internationale a lieu jusqu'en 1974. Elle est marquée par sa participation à la Course de référence des pays de l'Europe de l'Est, la Course de la Paix. Lors de l'édition de l'année 1972, leader de l'équipe soviétique, il doit faire face, semble-t-il avéré à une coalition des équipes des autres pays du « bloc socialiste ». Soucieux d'éviter la victoire d'un ressortissant du pays envahisseur de la Tchécoslovaquie, Polonais et Tchècoslovaques réussissent de justesse la manœuvre. Vladislav Nelyubin, perd la Course de la Paix avec le plus faible écart qui ait été enregistré en 58 ans, entre le premier et le deuxième : 2 secondes.

## Palmarès

### Palmarès année par année
- 1967
  - 5e du championnat du monde du contre-la-montre par équipes (avec Alexandre Dochlijakov, Viktor Soukhoroutchenkov et Vladimir Tcherkassov)
- 1968
  - 3e de Vilnius-Koszalin
- 1969
  - Koszalin-Klaipeda
  - 3e du Tour de Yougoslavie
- 1971
  - Circuit de la Sarthe
  - 2e et 3e étapes du Ruban granitier breton
  - 2e du Ruban granitier breton
- 1972
  - 7e étape de la Course de la Paix
  - 2e de la Course de la Paix[3]
- 1973
  - 4e étape du Tour d'Autriche
  - Prologue du Grand Prix Guillaume Tell (contre-la-montre par équipes)
  - 2e du Tour d'Autriche

### Autres résultats
- 1968
  - Abandon lors de la course en ligne des Jeux olympiques de Mexico
- 1969
  - 11e de la Course de la Paix
- 1971
  - 5e de la Course de la Paix
- 1973
  - 6e de la Course de la Paix